# Cagey Tigers
Cagey Tigers je krátký studentský film z roku 2011 slovenského studenta FAMU vystupujícího pod pseudonymem Aramisova. Film byl zařazen do sekce Cinéfondation na Filmovém festivalu v Cannes 2011.
Film vypráví o dvou mladých dívkách Aleně a Elvis, které se baví tím, že motají hlavy klukům, dokud nepotkají ženatého Ganze. Jaroslav Sedláček film přirovnává k Sedmikráskám Věry Chytilové.

## Obsazení
| Alena Niňajová | Alena |
| Lynn Siefert   | Elvis |
| Marsel Onisko  | Ganz  |

## Recenze
- Jaroslav Sedláček, Kinobox.cz, 18. května 2011   Archivováno 19. 5. 2011 na Wayback Machine.